# 木古内川

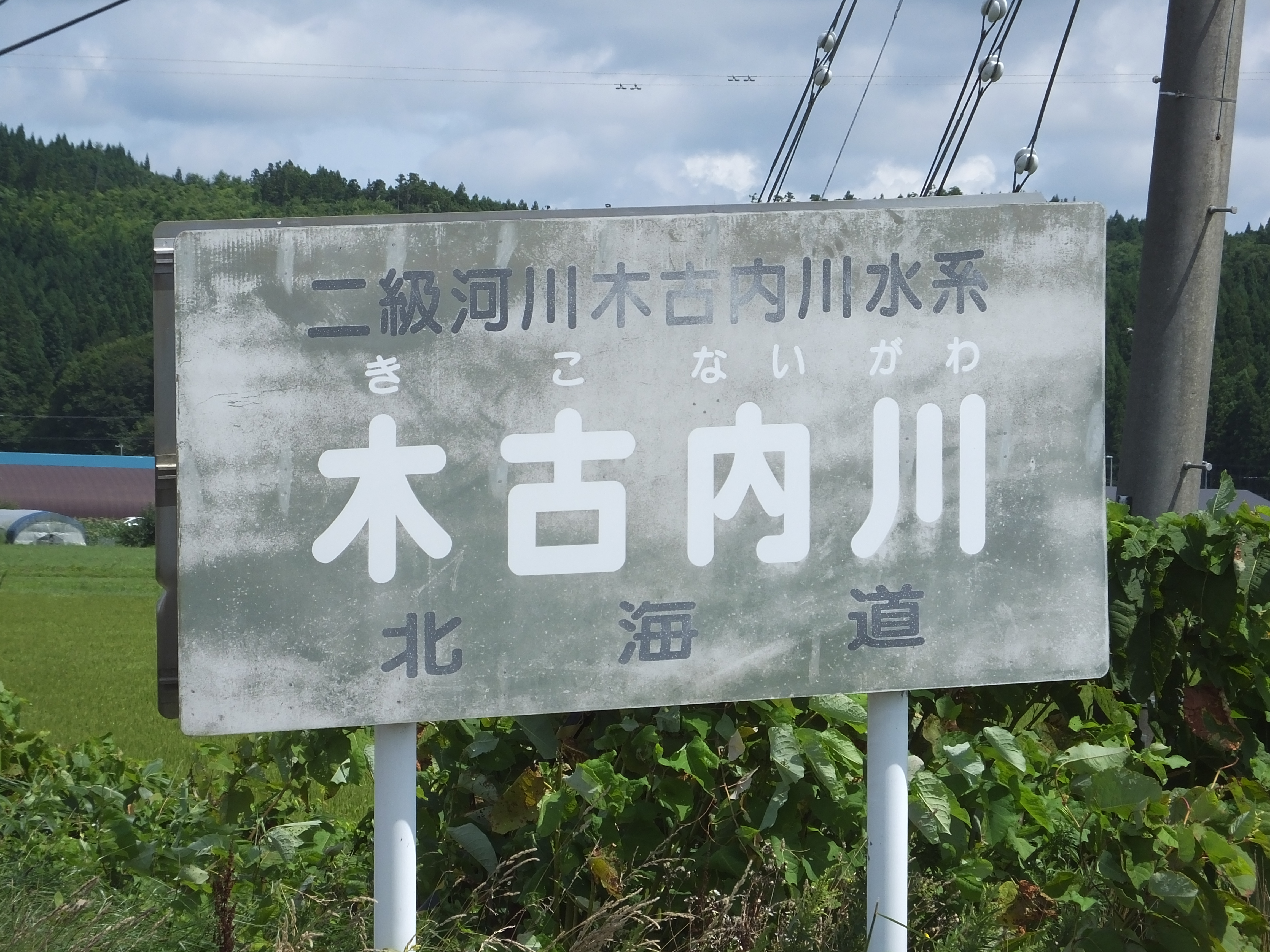
戊申橋にある河川名標

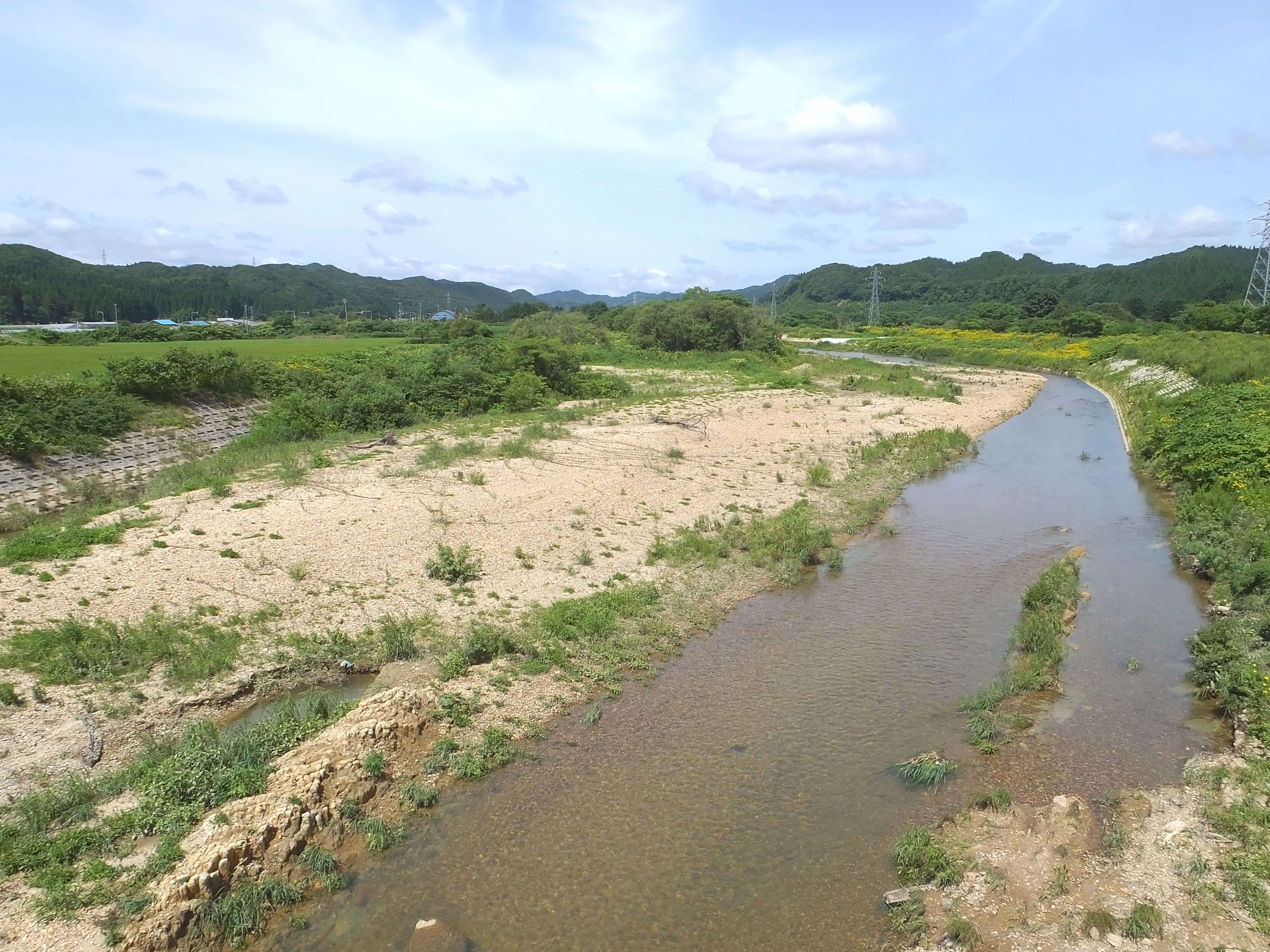
戊申橋より上流方

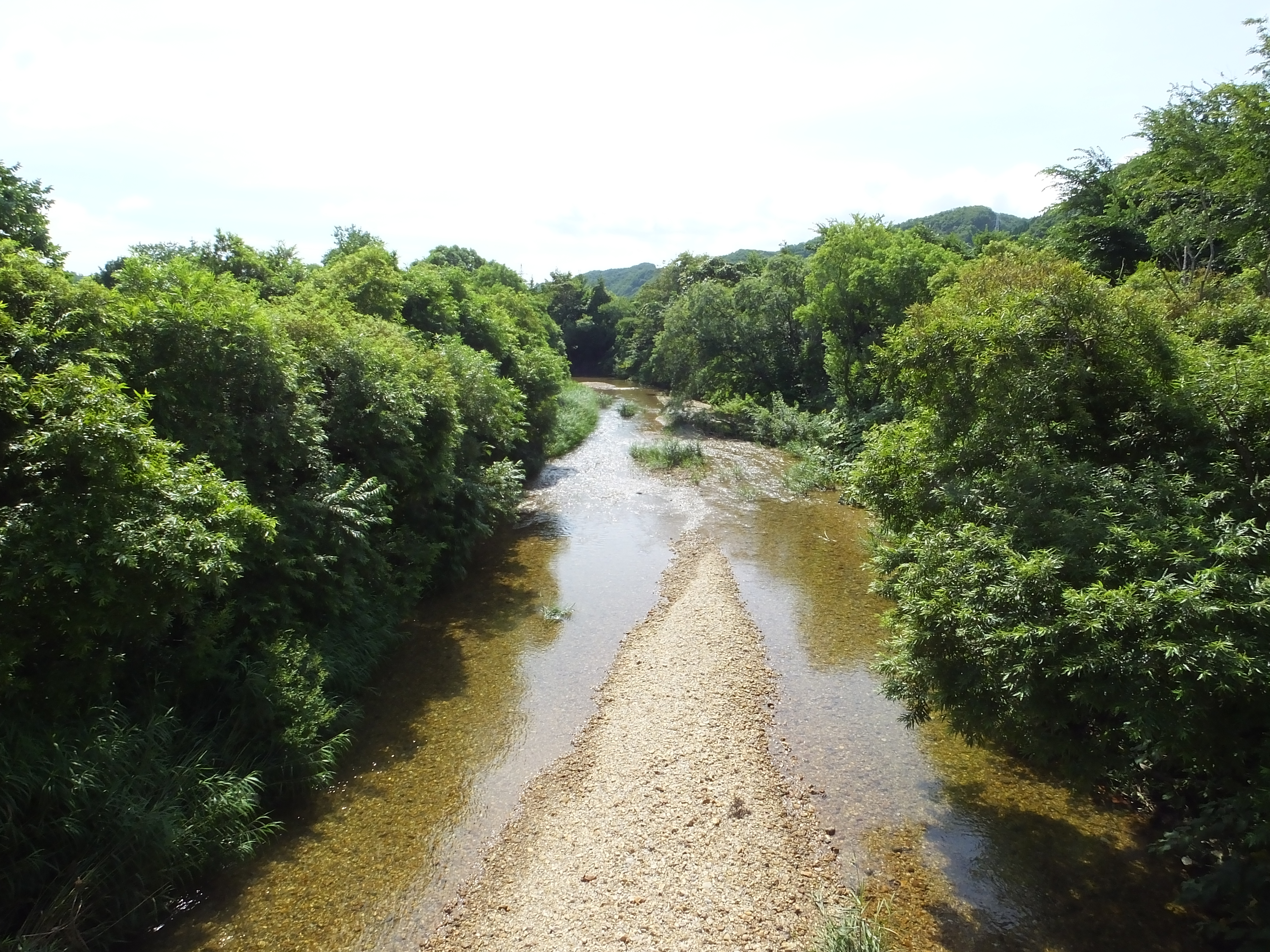
吉堀橋より下流方

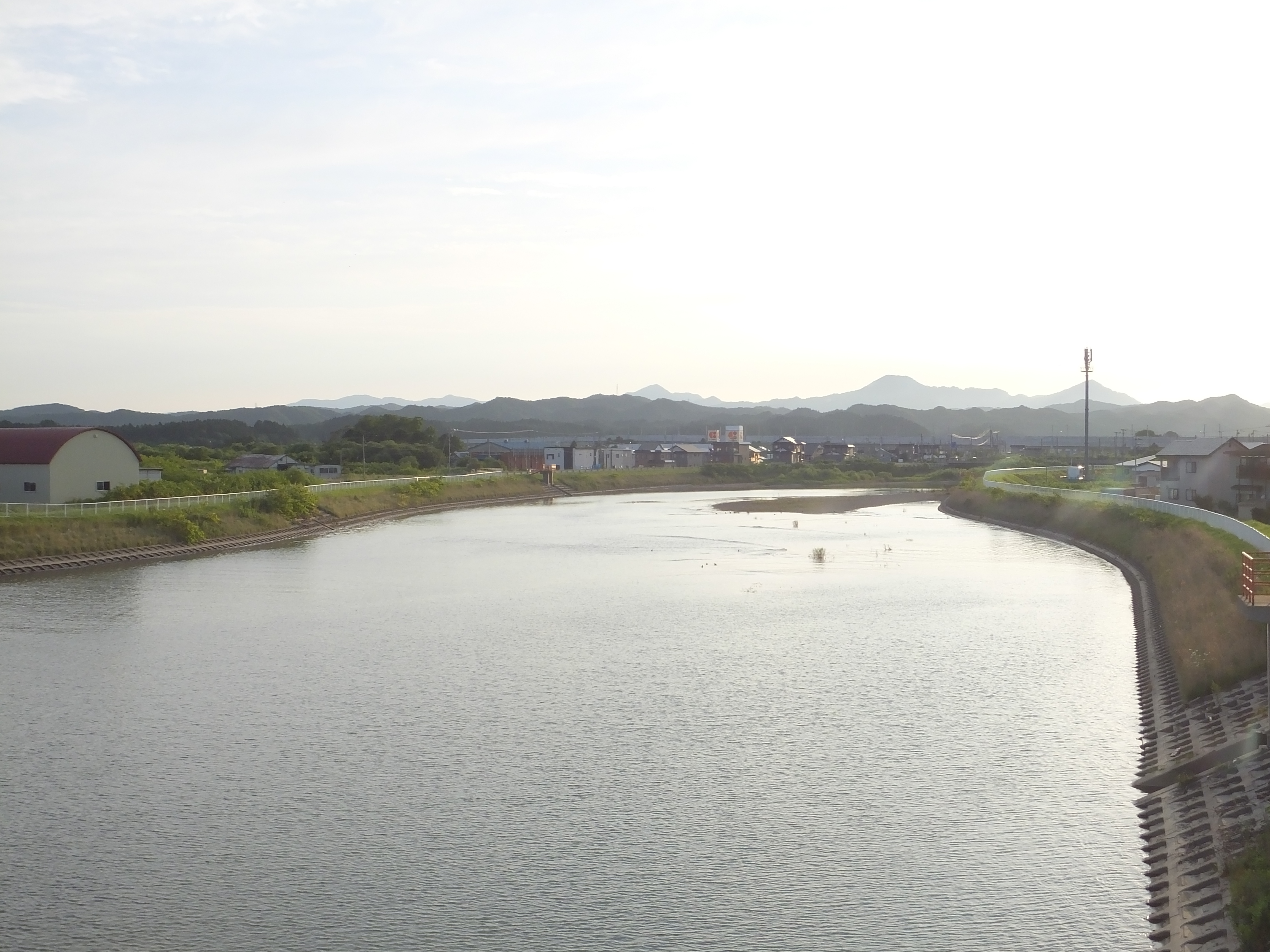
河口付近（木古内大橋より上流方）

木古内川（きこないがわ）は、北海道上磯郡木古内町を流れる二級河川。木古内川水系の本流である。

## 地理
上磯郡木古内町大川、尖岳から焼山にかけての分水嶺に源を発し南東流する。源流部より全区間にわたって北海道道5号江差木古内線が並行する。複数の支流を合わせて徐々に河川幅を広げてゆき、瓜谷に入ると丸山のすぐ南を進む。河川は森林に囲まれた中を流れてゆくが、瓜谷川を合わせ元瓜谷橋を越えると周囲が開け、両岸に築堤が現れる。河川幅が広いため流量の少ない夏期には土手が広く露出する。戊申橋を越えると北から二級河川の中野川を合わせる。中野川は支流であるが木古内川本流よりも流路が長い。木古内市街地に入ると間もなく津軽海峡へ注ぐ。流域は木古内町内完結であり、河川規模の割に水源との高低差が小さく流れは緩やかである。峠沢川合流地点より下流11.9kmが二級河川に指定されている。

### 名称の由来
アイヌ語に由来し、干満の差が激しく、満潮時に潮が川を逆流する（感潮河川である）ことから名づけられた「リリオナイ（リロナイ）」（波・入れる・川：潮の差し入る川）からとされる。
別説として、沢のあたりが自然に高く上がっていたことから名づけられた「リコナイ」（登る・沢）からとするものもある。

## 治水
木古内川は1979年（昭和54年）、1984年（昭和59年）、1986年（昭和61年）にそれぞれ洪水により浸水被害をもたらしており、同年に木古内町より治水対策の要望がなされた。そのため堤防新設や河道掘削を内容とする河川改修が河口から5.6kmの区間について1993年（平成5年）に開始されている。当初は2011年（平成23年）度の事業完了予定だったが、河川内での事業が本格化すると水質汚濁が見られるようになり、漁業組合との協議の結果サケの遡上時期の間は工事に制約を課すこととなったため、2007年（平成19年）に事業期間が5年延長された。その後掘削残土の運搬コスト等を理由として2012年（平成24年）、事業費増額の上事業期間が更に10年延長され、現在は2026年度の完了予定で進められている。
利水施設は本流にはないが、支流の中野川・瓜谷川・トンガリ沢にそれぞれ砂防ダムが整備されている。1963年（昭和38年）竣工の瓜谷砂防ダムのダム湖は景観の良さから地域の観光資源の一つとなっている。

## 支流
上流より記載
- 峠沢川
- トンガリ沢
- 弥七川
- ヨビタラシ川
  - 柾沢
- 吉堀川
- 瓜谷川
  - 沢田の沢川
  - 柿の沢川
  - 堀止川
  - ヤコベ沢
  - 前沢
  - 西股
  - 東股
- 川渕沢川
- エコノ沢川
- 中野川　二級河川
  - 寺沢川
  - フキの沢川
  - 長堀の沢川
  - 宮下の沢川
  - オンコノボリ川
  - 湯の沢川
  - 西股川
    - ガロの沢
    - 中の沢
    - 上の沢
    - 大キイ沢

  - 東股川
    - 幸遠沢
- 五平沢川
- 塩辛川

## 主な橋
- 第二木古内川橋梁（JR江差線廃止区間）
- 開運橋 - 北海道道5号江差木古内線
- 吉堀橋
- 元瓜谷橋
- 戊申橋
- 木古内川橋梁（北海道新幹線）
- 木古内橋 - 北海道道5号江差木古内線
- 木古内大橋 - 国道228号（松前国道）